# Західне Давао
Західне Давао — провінція Філіппін у регіоні Давао на острові Мінданао. Адміністративним центром є муніципалітет Маліта. Це наймолодша провінція Філіппін, заснована 28 жовтня 2013 року.

## Географія
Площа провінції становить 2 163,45 км2. На сході провінція Західне Давао омивається водами затоки Давао. На півночі межує з провінцією Південне Давао, на заході — з провінцією Сарангані.

### Адміністративний поділ
Адміністративно поділяється на 5 муніципалітетів.

## Демографія
Згідно перепису 2015 року населення провінції становило 316 342 осіб.